# Kolonie Spojených států amerických

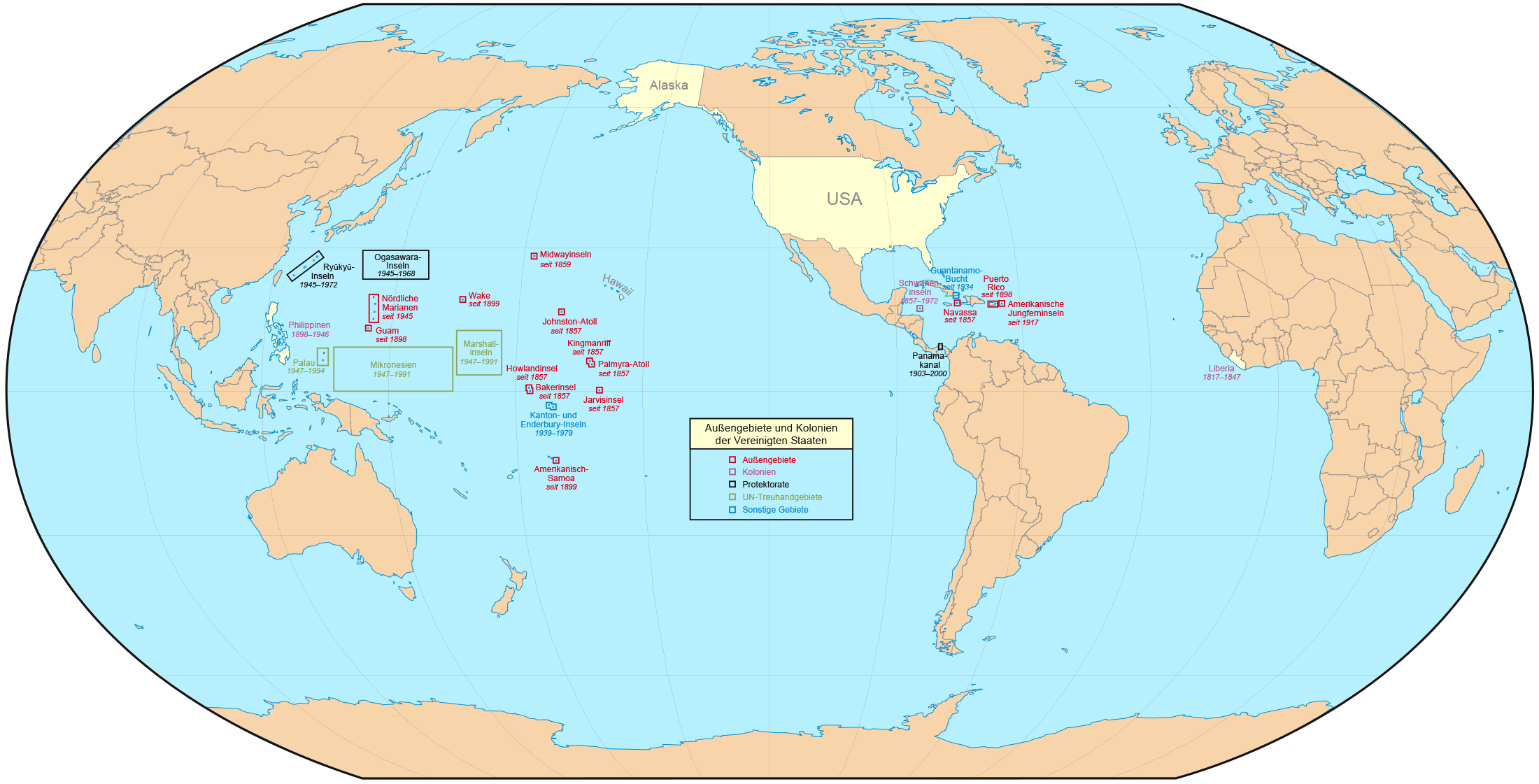
Americké kolonie na mapě světa

Spojené státy americké, které samy byly do konce 18. století britskou kolonií, začaly v průběhu 19. století vážně konkurovat i nejvýznamnějším světovým velmocem – Velké Británii a Francii. USA se nejprve zaměřovaly na karibskou oblast, poté svůj okruh zájmů rozšířily i na Pacifik. První koloniální zisky si Spojené státy připsaly po španělsko-americké válce v roce 1898, teritoriální expanze vyvrcholila na konci 2. světové války, kdy USA obsadily mnohé pacifické ostrovy. Spojené státy americké vlastnily následující kolonie:

## Afrika
- Libérie byla založená v roce 1817 na západoafrickém pobřeží, byli sem odváženi propuštění američtí otroci, britští propuštění otroci se směli vystěhovat do sousední Sierry Leone. Libérie získala nezávislost roku 1847, po Etiopii je druhý nejstarší nezávislý stát na africkém kontinentě. Libérie však nebyla americkou kolonií v pravém smyslu slova – USA si zde nedělaly žádné územní nároky.

## Karibik
Po španělsko-americké válce v roce 1898 bylo Španělsko donuceno postoupit USA své kolonie Kubu a Portoriko. Kuba se v roce 1901 stala nezávislým státem, USA si však vymínily právo na vojenskou intervenci, ostrov tedy zůstával v americké sféře vlivu. V roce 1934 získaly USA exklávu v zátoce Guantánamo.
- Portoriko získalo v roce 1917 právo na vnitřní samosprávu a v roce 1952 byl jeho status přeměněn na volně asociované území. Úplná nezávislost byla v letech 1967 a 1993 odmítnuta v referendech, dodnes probíhá diskuse ohledně jeho možného přijetí jako dalšího státu USA.
- Navassa patřila původně Haiti, v roce 1857 byla však anektována USA, od té doby Haiti požaduje opětovné vydání ostrova.
- Labutí ostrovy byly též anektovány roku 1857, v roce 1972 ale opět vráceny Hondurasu.
- Americké Panenské ostrovy je bývalá dánská kolonie (tzv. Dánská Západní Indie), která byla k USA přičleněna v roce 1917

## Tichomoří

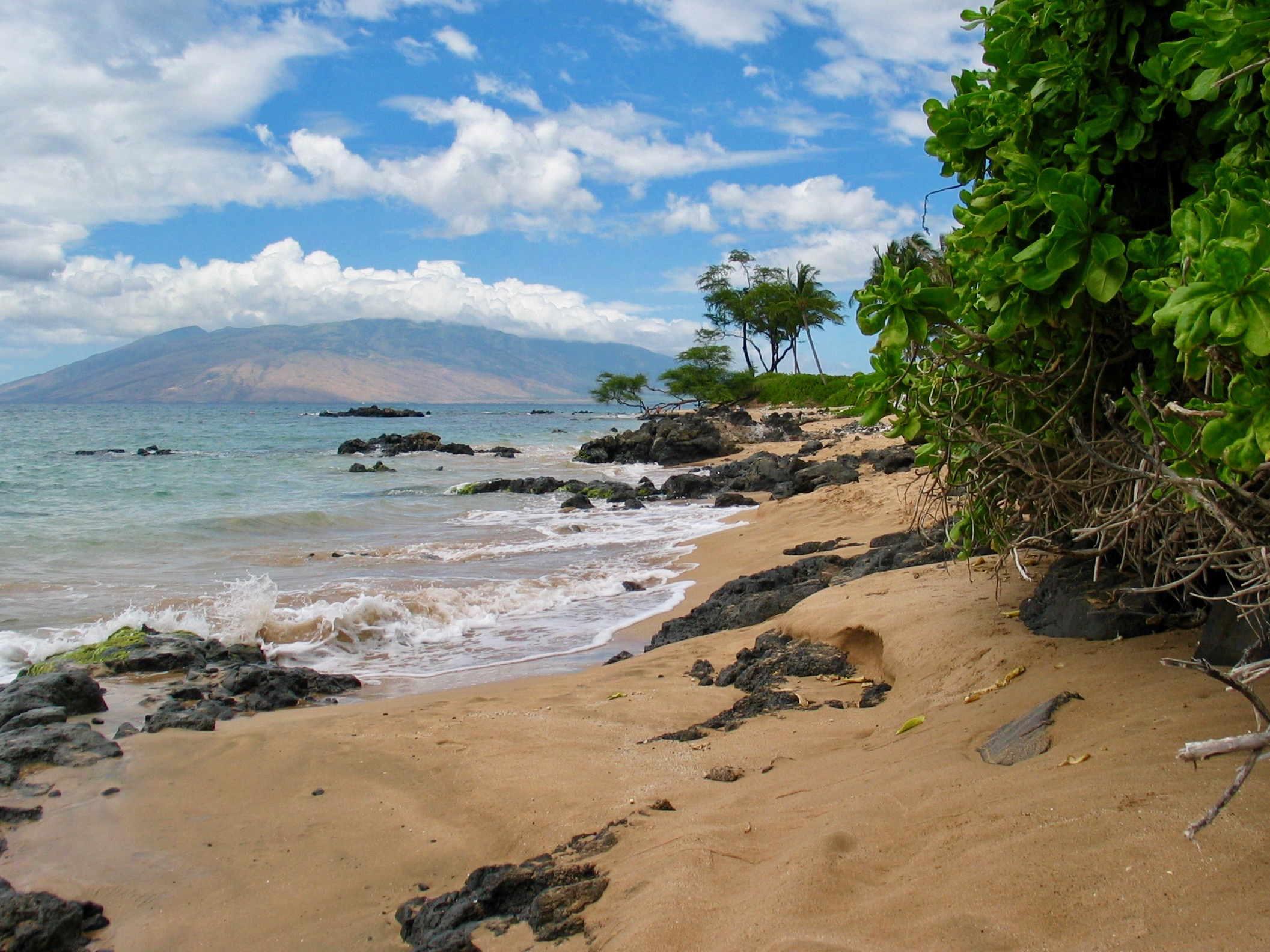
Havajská pláž

- Filipíny (1898 – 1941, 1944 – 1946): toto souostroví získaly Spojené státy od Španělska po španělsko-americké válce (1898), do té doby byly součástí Španělské Východní Indie (1565–1898). Filipínci byli zpočátku nadšení, že se zbavili španělské nadvlády, Američané však nesplnili jejich naděje na posílení autonomie a propukala četná povstání, pro Američany nepříjemná zejména kvůli nepřístupným filipínským horám a lesům. V letech 1899 až 1902 (válčilo se až do roku 1913) probíhala filipínsko-americká válka, ozbrojený konflikt mezi USA a Filipínskou první republikou (1896–1902). V průběhu 2. světové války byly Filipíny obsazeny Japonskem a v roce 1946 se staly nezávislým státem.
- Havajské ostrovy byly dlouhou dobu nezávislou monarchií (tzv. Havajské království v letech 1795 – 1894), v roce 1894 uspěl protimonarchistický puč podporovaný Američany a Havaj se stala republikou – Havajská republika (1894–1898). Havajský prezident roku 1898 souhlasil s připojením k USA, padesátým státem USA se Havaj stala až v roce 1959.
- Guam byla bývalá španělská kolonie, součást Španělské Východní Indie, obsazená Spojenými státy též v roce 1898. Roku 1949 mu byla prezidentem Trumanem přiznána jistá vnitřní autonomie, přesto dodnes zůstává nezačleněným územím USA.
- Mariany byly v roce 1899 rozděleny mezi Spojené státy a Německo. V roce 1978 se staly asociovaným státem USA s názvem Severní Mariany.
- Samoa: Američanům se podařilo využít sporu z roku 1899 mezi Velkou Británií a Německem o Samojské ostrovy. USA získaly jižní část souostroví, které je dodnes nezačleněné území USA pod názvem Americká Samoa.
- ostrovy Kanton a Enderbury byly od roku 1939 americké kondominium společné s Velkou Británií, v roce 1979 byly začleněny do státu Kiribati.

Na základě Guano Islands Act (americký zákon z roku 1856, který opravňuje občany USA k vlastnictví ostrovů, které dosud nepatří žádnému státu a na kterých se vyskytuje guáno) anektovaly Spojené státy některá jihopacifická území – Bakerův, Jarvisův a Howlandův ostrov, Kingmanův útes a Johnstonův atol. Midwayské ostrovy byly objeveny Američany v roce 1859 a roku 1867 včleněny do amerických území.
Souostroví Palmyra náleží USA od roku 1859, ostrov Wake od roku 1899, dříve sloužil jako důležité místo při mezipřistáních letů do Asie. Od roku 1941 je zde vojenská základna, ostrov nárokuje také stát Marshallovy ostrovy.
Roku 1947 byly Spojeným státům přidělena Mikronésie a Palau jako tzv. poručenské území Tichomořské ostrovy, tyto státy získaly nezávislost až v roce 1991, resp. 1994, přesto zůstávají závislé na USA v zahraniční politice a vojenských záležitostech.
Po druhé světové válce patřily Spojeným státům také Marshallovy ostrovy, nezávislost získaly roku 1979, s USA jsou ale stále úzce spjaté v mnoha oblastech.

## Protektoráty USA
- Panamské průplavové pásmo: v roce 1903 vyjednaly Spojené státy s Panamou smlouvu na neomezeně dlouhou dobu, která jim zaručovala využívání a kontrolu nad pásem území v šíři 10 mil od průplavu. Na oplátku garantovaly USA Panamě teritoriální suverenitu. Panamský průplav byl dokončen v roce 1920; americký prezident Jimmy Carter v roce 1977 podepsal smlouvu, která od roku 2000 zaručila Panamě zisk území okolo kanálu.
- Hispaniola: Haiti bylo mezi léty 1915–1934 americkým protektorátem, Dominikánská republika v letech 1905–1907 a 1916–1924 pod americkou správou.
- Boninské ostrovy a Rjúkjú byly obsazeny USA od roku 1945, v roce 1968, resp. 1972 vráceny Japonsku.
- Island: tento bývalý dánský ostrov obsadila v průběhu druhé světové války americká armáda kvůli obraně proti nacistickému Německu. Od roku 1944 je nezávislým státem, se Spojenými státy je ale úzce spjat v zahraničněpolitických a vojenských otázkách, protože nemá vlastní ozbrojené síly.

## Okupovaná území
- Okupace Kuby po španělsko-americké válce (1898 - 1902)
  - Po zhroucení vlády pak znovu (1906 - 1909)
- Americká okupační zóna Německa (1945 - 1949)
  - Americký sektor Berlína
- Americká okupační zóna Rakouska (1945 - 1955)
- Okupace Japonska (1945 - 1952)